# Delitto all'isola delle capre
Delitto all'isola delle capre è un dramma teatrale scritto nel 1948 da Ugo Betti. L'opera è un esempio di teatro esistenzialista e psicologico, caratterizzato da una profonda analisi delle dinamiche umane e delle tensioni emotive.

## Trama
La vicenda è ambientata in un'isola remota, abitata da tre donne: Agata, una giovane vedova, Pia, sua cognata quarantenne piacente, e Silvia, la figlia ventenne di Agata. Le tre vivono in una condizione di isolamento e dipendenza reciproca, immerse in una routine monotona e in un'atmosfera carica di frustrazione e desiderio inespresso.
L’unico elemento esterno al microcosmo femminile è la presenza silenziosa e inquietante delle capre, animali che vivono sull’isola e che Betti utilizza come simbolo di istinti primordiali e della natura selvaggia dell’essere umano.
L’opera si svolge interamente su un’isola isolata e selvaggia, in un’abitazione in cui vivono tre donne: Agata, una giovane vedova dal carattere forte e passionale, Pia, sua cognata quarantenne, piacente e austera, e Silvia, la figlia ventenne di Agata, ancora ingenua e inesperta. La loro vita si svolge in una monotonia quasi soffocante, in un ambiente chiuso e senza contatti con il mondo esterno, che genera tensioni latenti e desideri inespressi.
In questa vicenda, il pozzo al centro della casa assume un ruolo singolare: fresco deposito di pelli di capra e di vino, esso diventa il fulcro attorno a cui si intrecciano le vicende e le emozioni dei quattro protagonisti, fungendo sia da elemento reale che da potente simbolo.
L’unico elemento esterno al microcosmo femminile è la presenza silenziosa e inquietante delle capre, animali che vivono sull’isola e che Betti utilizza come simbolo di istinti primordiali e della natura selvaggia dell’essere umano.

### L’arrivo di Angelo
L’equilibrio precario della casa viene turbato dall’arrivo di Angelo, un uomo misterioso e affascinante, che si presenta come un vagabondo in cerca di ospitalità. Con il suo atteggiamento sicuro e seducente, Angelo diventa immediatamente il fulcro delle tensioni represse tra le donne.
- Agata è la prima a essere attratta da lui e tenta di sedurlo con il suo fascino maturo e deciso.
- Silvia, ancora inesperta, è affascinata dalla virilità di Angelo e lo osserva con un misto di curiosità e timore.
- Pia, più rigida e diffidente, percepisce in Angelo un pericolo per l’ordine della casa e lo guarda con sospetto.

Angelo, consapevole del suo potere sulle donne, gioca con i loro sentimenti, provocando gelosie e tensioni sempre più forti.

### L’evoluzione del conflitto
Man mano che i giorni passano, le donne iniziano a contendersi l’attenzione di Angelo. Agata lo desidera con passione, ma lui sembra attratto dalla giovane e ingenua Silvia. Questo scatena una rivalità tra madre e figlia, facendo emergere emozioni violente e soffocate.
Nel frattempo, Pia cerca di opporsi all’influenza di Angelo e di riportare l’ordine, ma senza successo. L’uomo diventa sempre più il centro delle loro vite, alimentando una spirale di ossessione e frustrazione.
La tensione esplode quando Agata si rende conto che Angelo preferisce Silvia. La madre, accecata dalla gelosia e dal senso di tradimento, si confronta violentemente con la figlia, e il clima nella casa diventa sempre più teso e opprimente.

### Il finale tragico
Il dramma raggiunge il suo culmine in una notte carica di tensione. Agata, ormai consumata dalla gelosia e dal dolore, affronta Angelo in un acceso scontro. La passione repressa si trasforma in violenza: Agata, in un impeto disperato, uccide Angelo.
L’omicidio non è solo un atto di gelosia, ma anche il risultato di una situazione esasperata, in cui desiderio, paura e disperazione si sono fusi in un unico gesto irreparabile.
Dopo l’omicidio, l’atmosfera nella casa si fa surreale e sospesa. Le tre donne, pur essendo diverse tra loro, sono ora unite da un destino comune: il peso della colpa. La morte di Angelo non porta alcuna liberazione, ma lascia un vuoto ancora più profondo. L’isola torna al suo silenzio, ma ora è un silenzio carico di rimorso e di consapevolezza della propria fragilità.

### Temi e simbolismo nel finale
- Il delitto come atto inevitabile: Il titolo dell’opera suggerisce fin dall’inizio un destino segnato. L’arrivo di Angelo è il catalizzatore di un conflitto latente, che sfocia inevitabilmente nella tragedia.
- La colpa e la condanna interiore: Il vero castigo per le donne non è la giustizia esterna, ma il peso della loro coscienza. Il finale non mostra punizioni esplicite, ma lascia intendere che nessuna delle protagoniste sarà più la stessa.
- L’isola come metafora dell’anima: Il luogo isolato rappresenta la condizione esistenziale dei personaggi, prigionieri delle proprie emozioni e incapaci di sfuggire al proprio destino.

Il dramma si chiude con un senso di ineluttabilità e di vuoto, lasciando lo spettatore con una riflessione amara sulla natura umana e sulla forza distruttiva delle passioni represse.
L'Isola delle Capre è un luogo fittizio. Nel dramma di Ugo Betti, l’isola non è identificata con un luogo reale, ma piuttosto rappresenta uno spazio simbolico e metaforico. L'ambientazione è volutamente isolata e selvaggia, quasi fuori dal tempo, per accentuare il senso di clausura e la tensione emotiva tra i personaggi. L'isola diventa così una metafora dell'animo umano, un microcosmo in cui si scontrano desideri repressi, passioni e violenza. Inoltre, il riferimento alle capre non è casuale: questi animali, spesso legati a istinti primordiali e simboli di sacrificio, rafforzano il senso di inevitabilità della tragedia che si consuma tra le protagoniste.
Le capre pur non essendo personaggi veri e propri, hanno un ruolo importante nel dramma. Simboleggiano gli istinti primordiali e la natura selvaggia dell’essere umano. Sono anche testimoni silenziose degli eventi, contribuendo a creare un’atmosfera inquietante e carica di tensione.

## Tematiche
L'opera affronta temi profondi e universali, tra cui:
- La solitudine: Le protagoniste vivono in un mondo chiuso, senza contatti con l'esterno, e l'arrivo di Angelo rappresenta un elemento dirompente.
- Il desiderio represso: La presenza maschile scatena nelle donne pulsioni e sentimenti a lungo sopiti.
- La colpa e la giustizia: Betti esplora il concetto di colpa morale e le sue conseguenze.
- La fragilità umana: I personaggi sono caratterizzati da un'intensa introspezione psicologica, con sentimenti di paura, insicurezza e disperazione.

## Stile e linguaggio
Il linguaggio del dramma è poetico e carico di simbolismi, con un tono sospeso tra il realismo e l'allegoria. Betti utilizza dialoghi intensi e carichi di tensione, costruendo un'atmosfera claustrofobica che riflette il tormento interiore dei personaggi.

## Rappresentazioni e adattamenti
Dalla sua prima messa in scena, Delitto all'isola delle capre è stato rappresentato in numerosi teatri italiani e internazionali, venendo apprezzato per la sua profondità psicologica e la sua forza drammatica. L'opera è stata anche adattata per la televisione e il cinema, con interpretazioni di rilievo da parte di attori e registi di fama.

## Ricezione e critica
Il dramma è considerato uno dei capolavori di Ugo Betti e ha ricevuto elogi per la sua capacità di indagare le complessità dell'animo umano. La critica ha sottolineato l'intensità emotiva della storia e la finezza con cui l'autore costruisce i personaggi e le loro relazioni.